# Piet Bouman
Pieter "Piet" Bouman (Dordrecht, 14 d'octubre de 1892 – Tietjerksteradeel, 20 de juliol de 1980) va ser un futbolista neerlandès que va competir a començament del segle xx. Jugà com a defensa i en el seu palmarès destaca la medalla de bronze en la competició de futbol dels Jocs Olímpics d'Estocolm, el 1912.
Als Països Baixos jugà al DFC, així com al HFC Haarlem, U.D. i Voorwaarts Leerdam.
A la selecció nacional jugà un total de 9 partits, en què no marcà cap gol. Debutà contra Àustria el juny de 1912 i disputà el seu darrer partit en un amistós contra Dinamarca el maig de 1914.